# Hypanus guttatus
Hypanus guttatus ist eine Stechrochenart und lebt im Westatlantik an den Küsten zwischen dem Golf von Mexiko und Brasilien.

## Merkmale
Hypanus guttatus hat eine rautenförmige Brustflossen-Scheibe, die etwas breiter als lang ist. Die Scheibe läuft seitlich in etwa rechten Winkel aus, die vorderen Seiten sind konkav und laufen in einer leicht vorstehenden Schnauze aus. Er erreicht eine Scheibenbreite von maximal 2 Metern, üblicherweise aber eher 1,25 Meter, wobei Weibchen größer als die Männchen werden. Der Schwanz ist peitschenartig und deutlich länger als die Scheibe. Meist trägt er einen Giftstachel, manchmal auch keinen oder mehrere. Die Oberseite ist oliv, braun oder grau, gelegentlich mit dunkleren Flecken, die Unterseite ist gelblich oder weiß.

## Lebensweise

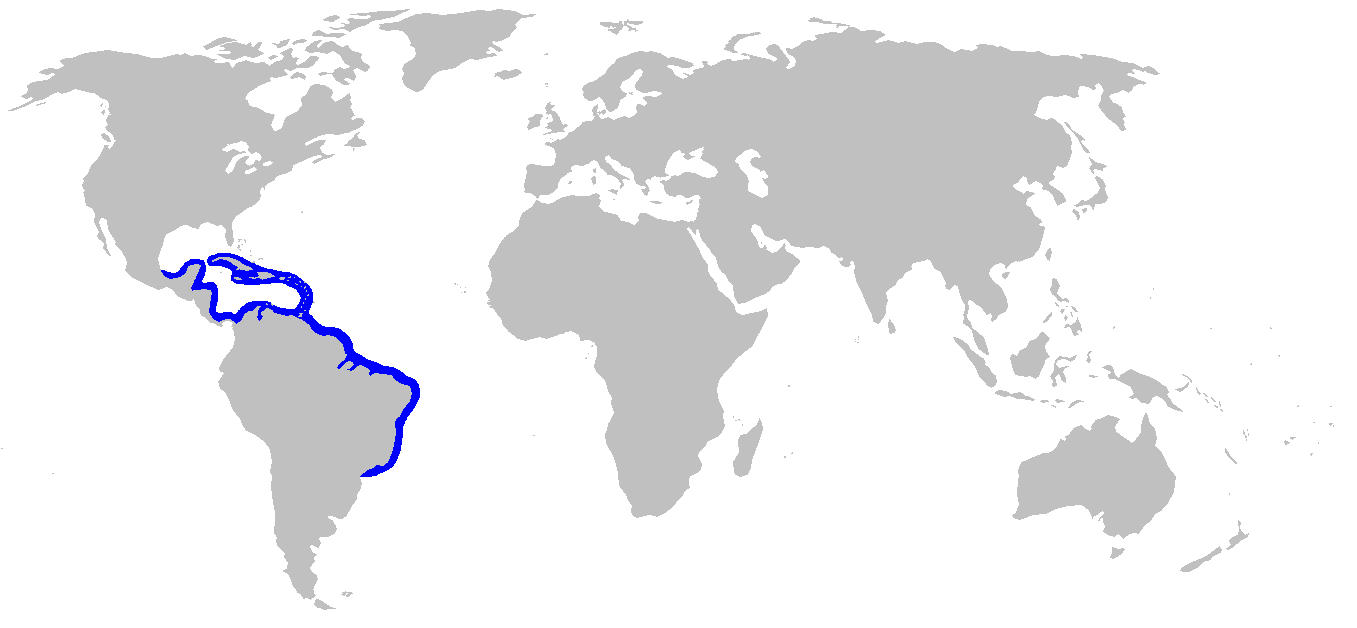
Verbreitungsgebiet

Der Rochen lebt küstennah in Tiefen von höchstens 36 Metern meist über sandigem oder schlammigem Grund. Er jagt  Garnelen, Krabben und kleine Knochenfische wie die Süßlippe, aber auch Weichtiere wie Schnecken, Seegurken, Spritzwürmer und Vielborster. Oft gräbt er seine Beute mit Hilfe der Brustflossenscheibe aus dem Meeresboden. Die Art ist ovovivipar mit Würfen von ein bis zwei Jungtieren, die nach einer Tragezeit von fünf bis sechs Monaten mit einer Scheibenbreite von 12 bis 15 Zentimetern geboren werden. Die Tiere werden im gesamten Verbreitungsgebiet – zum Teil gezielt, zum Teil als Beifang – mit Stellnetzen, Schleppnetzen und Langleinen gefischt. Das Fleisch der Scheibe gilt als hochwertig und wird frisch, gefroren oder eingesalzen vermarktet. Abseits von Brasilien liegen kaum Bestandszahlen vor, weshalb sein Gefährdungsstatus von der IUCN mit DD (Daten Defizit) bewertet wird.

## Systematik
Die Rochenart wurde im Jahr 1801 durch die deutschen Naturforscher Marcus Élieser Bloch und Johann Gottlob Theaenus Schneider unter der wissenschaftlichen Bezeichnung Raja guttata beschrieben, später dann der Gattung Dasyatis zugeordnet. Bei einer Mitte 2016 erfolgten Revision der Dasyatidae wurde die Art in die Gattung Hypanus gestellt.